# Ceding Ayu
Ceding Ayu is een bestuurslaag in het regentschap Bener Meriah van de provincie Atjeh, Indonesië. Ceding Ayu telt 214 inwoners (volkstelling 2010).